# Sveti Rok (Lovinac)
Sveti Rok falu Horvátországban Lika-Zengg megyében. Közigazgatásilag Lovinachoz tartozik.

## Fekvése
Gospićtól légvonalban 30 km-re, közúton 41 km-re délkeletre, községközpontjától légvonalban 4 km-re, közúton 5 km-re délnyugatra a Likai-mező délkeleti részén, a Velebit-hegység déli vonulatának lábánál, az 1757 méter magas Vaganski vrh alatt, az A1-es autópálya és az 50-es számú főút között fekszik.

## Története
Sveti Rok már a középkorban is lakott település volt, középkori templomának alapfalai a mai plébániatemplom alatt rejtőznek. A hódoltság idejében török falu volt a helyén, melyet 1689-ben a Marko Mesić pap vezette felkelők szabadítottak fel a török uralom alól. A lakosság nagyrészt elmenekült, így a térség újra néptelen maradt. Az újratelepítés első szervezője Marko Mesić volt aki 1691 és 1712 között lényegében teljesen újratelepítette a területet. A betelepített lakosságot főként a bunyevácok képezték akik a Tengermellék és Észak-Dalmácia területéről érkeztek. Plébániáját 1790-ben alapították, előtte egyházilag Gračachoz tartozott. 1789-ben megépült a dalmáciai főútvonal részeként Gospić-Lovinac-Gračac főút, amely a település határán haladt át. 1832-ben megépült a Sveti Rok – Mali Alan – Obrovac út is, mely akkoriban a legrövidebb összeköttetést biztosította Lika és Észak-Dalmácia között. Még ebben az évben postahivatal nyílt a településen, amely 1892-ig működött itt, amikor Lovinacra helyezték át. Népiskoláját 1854-ben alapították. 1857-ben 2145, 1910-ben 1728 lakosa volt. A trianoni békeszerződés előtt Lika-Korbava vármegye Gračaci járásához tartozott. Ezt követően előbb a Szerb-Horvát-Szlovén Királyság, majd Jugoszlávia része lett. 1991-ben lakosságának 96 százaléka horvát volt. A honvédő háború során még ez év júliusában bekerítették a szerb szabadcsapatok. Szeptembertől elkezdődtek a tüzérségi támadások és novemberre lényegében az egész települést lerombolták. Lakossága elmenekült. A horvát hadsereg 1995. augusztus 6-án foglalta vissza. Plébániatemplomát 1999-ben építették újjá. A falunak 2011-ben 279 lakosa volt.

## Lakosság
| Lakosság változása | Lakosság változása | Lakosság változása | Lakosság változása | Lakosság változása | Lakosság változása | Lakosság változása | Lakosság változása | Lakosság változása | Lakosság változása | Lakosság változása | Lakosság változása | Lakosság változása | Lakosság változása | Lakosság változása | Lakosság változása |
| ------------------ | ------------------ | ------------------ | ------------------ | ------------------ | ------------------ | ------------------ | ------------------ | ------------------ | ------------------ | ------------------ | ------------------ | ------------------ | ------------------ | ------------------ | ------------------ |
| 1857               | 1869               | 1880               | 1890               | 1900               | 1910               | 1921               | 1931               | 1948               | 1953               | 1961               | 1971               | 1981               | 1991               | 2001               | 2011               |
| 2.145              | 2.076              | 1.666              | 1.830              | 1.928              | 1.728              | 1.762              | 1.747              | 1.404              | 1.312              | 1.130              | 997                | 727                | 654                | 292                | 279                |

## Nevezetességei
- Szent Rókus tiszteletére szentelt plébániatemplomát[4] 1763-ban építették a török által lerombolt középkori templom helyén. Felszentelése 1804-ben volt. 1991-ben a szerbek teljesen lerombolták. 1999-re építették újjá és az év augusztus 16-án Szent Rókus ünnepén szentelte fel dr. Mile Bogović az akkori fiume-zenggi segédpüspök. A faluban minden év augusztus 16-án nagy ünnepséget tartanak istentisztelettel, mulatsággal, amelyen összegyűlnek az innen elszármazottak is. Ezt az ünnepet a helyiek Rokovonak nevezik.
- A településről kapta a nevét az 5670 méter hosszú Sveti Rok-alagút, amely az A1-es autópálya Velebit-hegységen való átjutását segíti. Az építkezést 1993-ban kezdték el; a nyugati alagutat 2003. június 30-án, a keleti alagutat pedig 2009. május 30-án adták át.
- Innen indul a Velebit-hegységen átvezető 19. századi út,[5] az ún. Majstorska cesta, amely a likai Sveti Rokot Alan településen keresztül a dalmáciai Obrovaccal köti össze. Az út neve a német „meisterstuck” szóból származik, ami remekművet jelent. Az építkezés 1820-ban kezdődött és 1832-ben fejeződött be Josip Kajetan Knežić határőr mérnök tervei szerint. A kereskedelem mellett a postai forgalom is itt folyt Bécs és Zára között.
- A település palackozóüzeméről is nevezetes ahol az itteni ásványvizet a Sveti Rokot palackozzák.